# Юстас Скръб
Юстас Скръб (на английски: Eustace Scrubb) е герой от фентъзи-поредицата „Хрониките на Нарния“ за деца на К. С. Луис. Братовчед е на децата от семейство Певънзи.
За първи път се появява в „Плаването на „Разсъмване““, където заедно с Луси и Едмънд попада в Нарния. Той е разглезено, егоистично и егоцентрично момче, но преживените от него премеждия (като превръщането му в дракон и срещата с Аслан) го променят.
За втори път се появява в „Сребърният стол“, където заедно с Джил Поул и Пъдълглъм издирват изчезналия принц Рилиан.
Третото му пристигане в Нарния е свързано със събитията в последната книга „Последната битка“ от поредицата. Там той и Джил оказват подкрепа на крал Тириан в решителната битка.